# W Antliae
W Antliae är en pulserande variabel av halvregelbunden typ (SRB) i stjärnbilden Luftpumpen. 
W Antliae varierar mellan visuell magnitud +9,8 och 10,6 med en period av 122 dygn.